# Shannon Lee
Shannon Emery Lee 李香凝S, Lǐ XiāngníngP (Santa Monica, 19 aprile 1969) è una produttrice televisiva ed ex attrice statunitense, sorella minore dell'attore Brandon Lee.

## Biografia
Dopo aver passato i primi anni di vita negli Stati Uniti, Shannon e tutta la sua famiglia si trasferirono a Hong Kong nel 1971 per motivi di lavoro dello sposo della sua madre. Durante la permanenza a Hong Kong, cominciò a frequentare la scuola e a imparare, oltre all'inglese, il cinese, anche se ricorda poco o nulla di questa lingua. Bruce Lee morì quando Shannon aveva 4 anni e successivamente lei, Brandon e la madre Linda tornarono negli Stati Uniti, trasferendosi prima a Seattle e poi a Los Angeles.
Shannon e suo fratello incominciarono a praticare il Jeet Kune Do ma, mentre Brandon continuò in maniera assidua, lei abbandonò per dedicarsi alla musica, tant'è che nel 1987 si stabilì a New Orleans per frequentare corsi di canto e diplomandosi alcuni anni più tardi, partecipando a vari musical, opere e concerti corali. Tuttavia si dedicherà allo studio di Jeet Kune Do, Wushu, Taekwondo, Kickboxing sul finire degli anni 1990, allenata da personalità come Ted Wong, Eric Chen e Benny Urquidez. Nel 1993 fece ritorno a Los Angeles con l'intento di fare l'attrice. Esordì in Dragon - La storia di Bruce Lee (1993), biografia del padre Bruce basata su un romanzo della madre Linda pubblicato nel 1975, facendo un cameo nella scena in cui Bruce Lee (interpretato da Jason Scott Lee), Linda e la troupe della serie Calabrone Verde festeggiano in un locale, ove Shannon è la cantante di un gruppo che interpreta California Dreamin dei The Mamas & the Papas.
Successivamente, viene scritturata nel film Sbarre d'acciaio II (1994) recitando con Lou Ferrigno. Lavorò poi in altre pellicole come Denaro sporco (1997), Enter the Eagles (1998), Blade (1998) e Lessons for an Assassin (2001). Oltre al cinema, è stata la presentatrice di WMAC Masters, uno show televisivo nel quale presentava gli artisti marziali in competizione ed è apparsa in un episodio della serie televisiva Più forte ragazzi (1998). Assieme alla madre, presiede la Bruce Lee Foundation, associazione no profit che preserva l'eredità e la filosofia di Bruce Lee; ha collaborato come produttore esecutivo della serie televisiva La leggenda di Bruce Lee (2008), basata sulla vita del padre.

## Vita privata
Si è sposata nel 1994 con Ian Keasler, dal quale ha avuto una figlia, Wren, nel 2003.

## Filmografia
- Dragon - La storia di Bruce Lee (1993)
- Sbarre d'acciaio II (1994)
- WMAC Masters (1995) (13 episodi)
- Denaro sporco (1997)
- Più forte ragazzi (1998) (stagione 1 episodio 8 "Il lago d'argento")
- Blade (1998)
- Enter the Eagles (1998)
- Epoch (2000)
- Lessons for an Assassin (2001)
- She, Me and Her (2002)
- La leggenda di Bruce Lee (2008) (produttore esecutivo)
- How Bruce Lee Changed the World (2009) (produttore esecutivo)